# Citroën-Kégresse P15 N
La Citroën-Kégresse P15 N est un semi-chenillé spécialement conçu par Citroën pour rouler sur la neige. Utilisant un propulseur Kégresse-Hinstin à chenilles métallo-caoutchouc, il est basé sur la modification d'une Citroën C6. 
Véhicule civil, une vingtaine d'exemplaires sont cependant achetés par l'Armée française, en version ambulance, et utilisés jusqu'en 1940.

## Historique
Les premiers tests ont lieu en 1927, d'abord avec des véhicules avec la carrosserie et le moteur 10 CV de la Citroën B14 et des propulseurs à chenilles en caoutchouc. Les chenilles métallo-caoutchouc sont introduites en 1928.

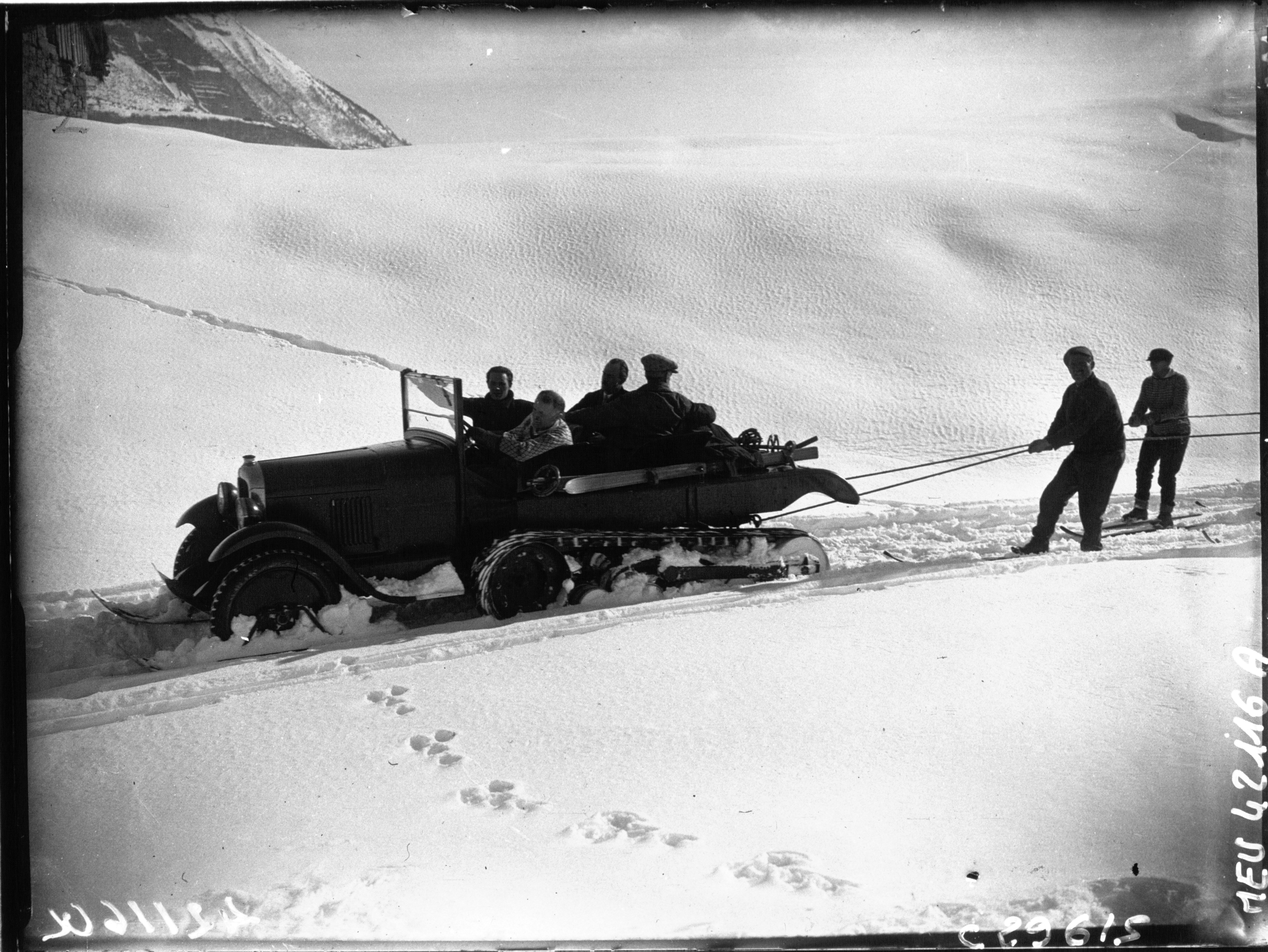
Essai d'une autochenille type neige (future P15 N) en février 1927 sur le mont Revard.
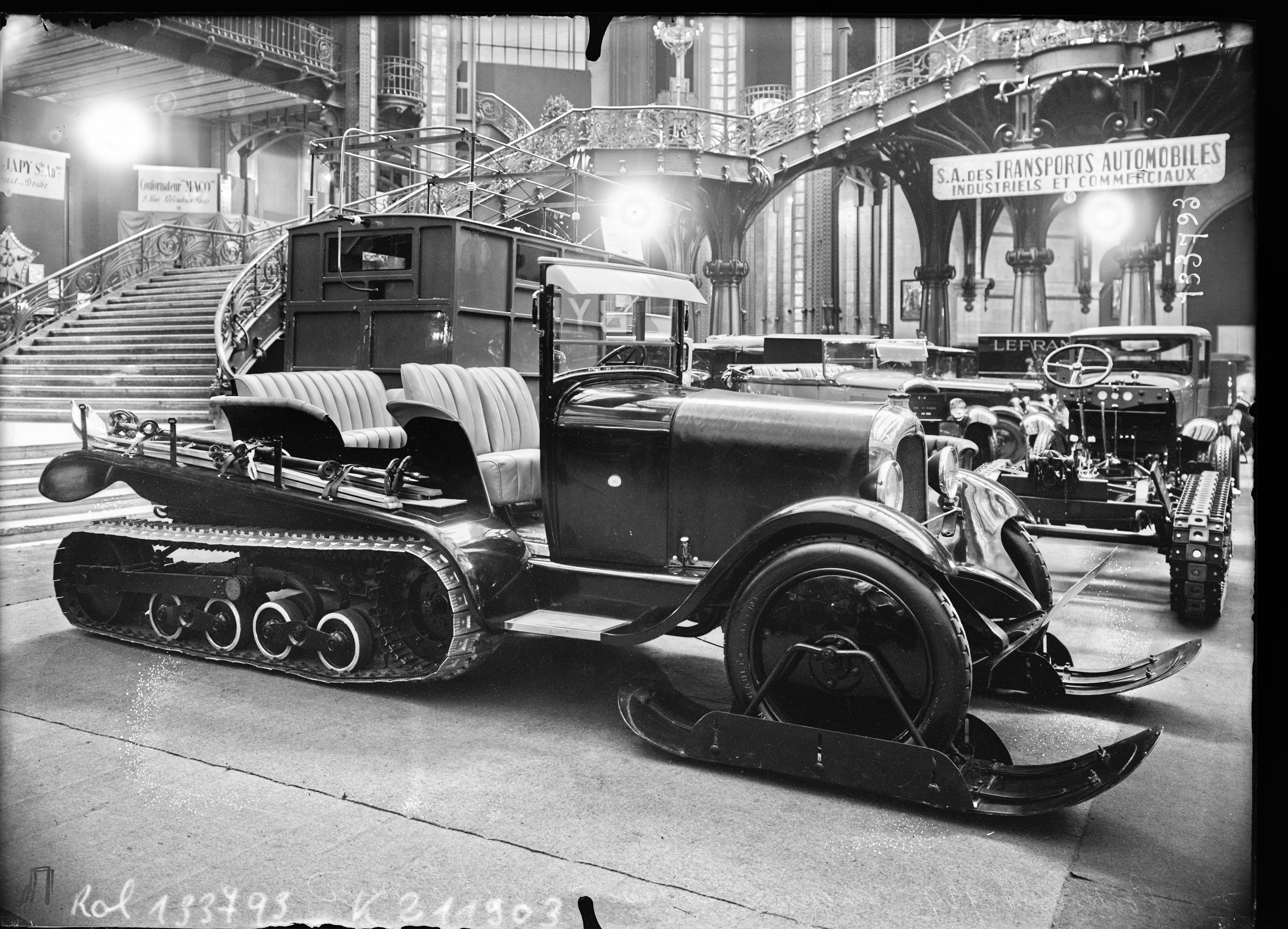
Prototype du P15 N à moteur type B14, dans un salon en septembre 1928.

En décembre 1928 est présenté le modèle P15 N (N pour neige), avec la carrosserie type C6. Le moteur est le Citroën type C6 à six cylindres de 72 × 100 mm, donnant une cylindrée de 2 442 cm3. La puissance est de 42 ch à 2 800 tr/min et permet une vitesse maximale de 40 km/h. Deux skis sont placés à l'avant. En été, le propulseur peut être enlevé et remplacé par des roues classiques.
En 1930, le propulseur est légèrement modifié : l'essieu porteur (répartissant le poids du véhicule sur les galets via un balancier) est descendu et la jambe tendeuse reliant la poulie de tension arrière à l'essieu porteur devient horizontale,.
Deux nouvelles versions apparaissent ensuite. En décembre 1932 est présenté le P15 NK à moteur six cylindres de 3 015 cm3 et quatre vitesses avant (au lieu de trois sur les autres types). Enfin, le P15 N 75 sort en 1934. Il utilise le moteur six cylindres de 2 650 cm3 de la Citroën Rosalie.
Le P15 N a été proposé au catalogue Citroën jusqu'en 1935.

## Utilisateurs

### Utilisateurs civils
La poste autrichienne (de) met en service une dizaine de P15 N, équipées pour emporter sept à onze passagers. Ils restent en service jusqu'au début des années 1950. L'administration islandaise commande quatre P15 N en 1930, carrossés localement. Ils sont gardés en service pendant plus de trente ans. La poste suisse achète également deux P15 N en 1928-1929. La carrosserie locale est refaite en 1935. Ils quittent le service en 1939. En France, le P15 N est adopté par les compagnies ferroviaires PLM et de l'Est. Des compagnies allemandes, norvégiennes et tchécoslovaques utilisent également quelques P15 N. Ce véhicule a été utilisé en Autriche jusque dans les années 1950.
Trois P15 N, offerts par Citroën, viennent en soutien de l'expédition de l'américain Richard Byrd dans l'Antarctique en 1934,.

### Utilisation militaire
La voiture P15 N est essayée par l'Armée française dès l'hiver 1929-1930. Trois types de carrosserie sont commandés pour les troupes de montagne : voiture de liaison tous terrains, tracteur bâché tous terrains et voiture sanitaire tous terrains. Les derniers sont livrés en 1935 et les P15 N sont toujours en service au début de la Seconde Guerre mondiale. L'Armée française en a acheté une vingtaine au total, en version ambulance.
Elle teste également une version blindée de commandement sur châssis P15 N, pour répondre au programme « type Q » de décembre 1930. Deux exemplaires sont produits par Citroën en 1933. Hauts de 2,0 m, les engins pèsent 3,9 t. L'un des prototypes atteint la vitesse de 48 km/h lors des essais, menés par la commission d'expériences du matériel automobile de Vincennes en février 1934. Ces véhicules sont admis aux tests en unités, sans que la production de série soit envisagée.

## Hommages
En 2024, la poste autrichenne, émet le 23 août, un timbre sur cette Citroën Kégresse P15N dans le cadre d'une série de timbres sur les anciens moyens de transport du courrier